# Relations entre l'Autriche et la Tchéquie
Les relations entre l'Autriche et la Tchéquie sont des relations bilatérales s'exerçant au sein de l'Union européenne. L'Autriche a une ambassade à Prague (Palais Hložek de Žampach) ainsi que deux consulats honoraires à Brno et České Budějovice tandis que la République tchèque a une ambassade à Vienne et cinq consulats honoraires à Graz, Innsbruck, Klagenfurt, Linz, et Salzbourg. Les deux pays partagent une frontière commune longue de 362 kilomètres.